# Telecapri
Telecapri è un'emittente televisiva privata della Campania, storicamente leader di ascolto nella sua area di riferimento fino al 2010.

## Storia
Telecapri nasce nel 1977 per iniziativa dei fratelli imprenditori capresi Costantino e Claudio Federico, figli di Carlo (1915-2006), insegnante ex sindaco di Capri e proprietario di un cinema e di due alberghi dell'isola. Anche Costantino, negli anni novanta, è stato primo cittadino del comune isolano. Anche il logo riflette le origini del canale: i faraglioni leggermente riflessi sul mare.
L'emittente si distingue fin dall'inizio non solo per la discreta copertura (TeleCapri all'inizio degli anni 80 è già visibile non solo in Campania, ma anche in Basilicata, Molise, parte della Puglia, del Lazio e della Calabria) ma anche per la qualità della programmazione: film (i cui diritti furono acquistati da Vittorio Balini) trasmessi puntualmente ogni sera alle 22, programmi di intrattenimento tra i quali Attenti allo squillo con i Trettré, serie televisive trasmesse in anteprima tra le quali CHiPs e Harlem contro Manhattan (ribattezzato poi Il mio amico Arnold), quiz e giochi in diretta tra i quali Quasi rete - Allo stadio con Telecapri e Il comune più veloce del Sud e programmi per bambini.
Nel 1980 nasce il pupazzo "extraterrestre" UFFI: è il protagonista, insieme a Teresa Iaccarino, volto storico dell'emittente, delle celebri trasmissioni Cinque punto zero e Sveglia ragazzi (prime trasmissioni "contenitore" per ragazzi, anticipando in questo modo sia Bim Bum Bam che il Pomeriggio con Five), dove vanno in onda, in anteprima, molti cartoni animati tra cui Jeeg robot, Lady Oscar, Lamù, Grande Mazinga, Daltanious, Babil Junior, Starzinger e negli anni successivi anche Fantazoo, Daikengo, Bryger, Gackeen, il robot magnetico, God Sigma, Combattler V, General Daimos, Arbegas, Laserion. I contenitori per ragazzi con Teresa e Uffi, continueranno fino alla fine del 1985.
Nel 1982 Telecapri entra a far parte del nuovo network nazionale Italia 1 (fondato da Rusconi), riuscendo, tuttavia, a mantenere una propria identità, con la messa in onda dei propri programmi e dei personaggi di maggior successo, per poi passare al circuito Euro TV (1984) ed infine ad Odeon TV (nel 1987). Dal 1992 ha una programmazione indipendente basata prevalentemente su film classici e d'autore, commedie all'italiana e napoletane (e nella seconda serata del sabato, si trasmettevano film erotici), programmi di intrattenimento (come Telecafone con Oscar Di Maio e Guerre Ascellari di e con Renato Rutigliano), informazione come "7 in cronaca" condotto da Teresa Iaccarino, e cartoni animati.
Nel corso degli anni vengono create altre emittenti appartenenti alla famiglia Telecapri: Retecapri (1982), emittente a diffusione nazionale, la cui LCN 20 verrà ceduta nel maggio del 2017 a Mediaset pur mantenendo il mux nazionale mentre la programmazione di Retecapri passa su Capri Television, Telecapri News (1990), specializzata nell'informazione, Telecapri Sport (1997), specializzata nello sport, Capri Event (2009), specializzata negli eventi in Campania; ha fatto parte del gruppo anche il periodico di annunci economici Fieracittà. Dal 2011 gli ascolti vanno via via riducendosi, a causa dell'assegnazione di LCN sfavorevoli, nonostante Telecapri fosse leader d'ascolto, nella sua area di riferimento, prima dello switch off.
Da febbraio 2020 Telecapri si differenzia in due nuove emittenti: Telecapri 19, ora visibile all'LCN 19 in tutta la Campania, e Telecapri (identificata anche "Telecapri 76") che eredita l'LCN 76 in Campania, Puglia e provincia di Campobasso, l'LCN 14 in Basilicata e viene aggiunta anche sull'LCN 11 nelle sole province di Salerno e Avellino. 
Il 21 luglio 2021 il canale sull'LCN 76 in Campania, Puglia e a Campobasso cambia nome e logo in Mediacapri 76, mentre l'LCN 11 a Salerno e Avellino diventa Mediacapri 11. "Telecapri 19" torna a chiamarsi semplicemente Telecapri e mantiene la sua numerazione 19 in tutta la Campania.
Il 20 giugno 2022 il canale viene spostato alla LCN 15.

## Frequenze digitale terrestre
Dal 2010, Telecapri è stata veicolata in Campania e nel Basso Lazio sul proprio multiplex principale alla frequenze UHF 41 e su un secondo mux sperimentale sull'UHF 54 che ospita i canali in standard DVB-T2. Sempre sulla frequenza UHF 41 l'emittente aveva a disposizione due propri multiplex secondari contenenti solo Telecapri, Telecapri News e Telecapri Sport che coprivano rispettivamente la provincia di Isernia e la Basilicata. In Puglia e nella provincia di Campobasso Telecapri non aveva ottenuto una propria frequenza ed era quindi veicolata da una versione differenziata del mux Retecapri (Alpha) all'LCN 76.
Il mux Telecapri per la provincia di Isernia è stato in seguito rottamato nel 2017, mentre ad agosto 2021 il mux Alpha smette di essere differenziato in Puglia e Molise ed elimina quindi Telecapri. 
Ad aprile 2022 in occasione della riorganizzazione delle frequenze televisive, Telecapri viene eliminata in Basilicata, mentre da giugno 2022 è attualmente visibile solo in Campania sull'LCN 15 in HD nativo.

## Curiosità
Una scena reale di un programma televisivo di TeleCapri è visibile in un segmento del film Un altro ferragosto del regista Paolo Virzì, poiché l'emittente è realmente ricevibile anche nell' Isola di Ventotene.

## Loghi

2012-2023
In uso dal 7 dicembre 2023